# Liste de peintures d'Henri Braekeleer
Cette page est une liste de peintures du peintre belge Henri de Braekeleer (1840-1888).

## Le Réalisme
| Image | Thème          | Titre                                                                         | Date        | Technique                           | Dimensions  | Lieu de Conservation                     | Référence                                   |
| ----- | -------------- | ----------------------------------------------------------------------------- | ----------- | ----------------------------------- | ----------- | ---------------------------------------- | ------------------------------------------- |
|       | Scène de genre | Enfants dans une cour                                                         | 1860 années | Huile sur panneau                   | 15 × 17 cm  | Collection privée                        | Exposition 2020consulté le 21 décembre 2024 |
|       | Scène de genre | Le Chaudronnier                                                               | 1861        | Huile sur toile                     | 50 × 61 cm  | Musée royal des beaux-arts d'Anvers      | Muséeconsulté le 20 décembre 2024           |
|       | Portrait       | Betsy De Braekeleer, soeur de l'artiste                                       | 1863        | Huile sur bois                      | 36 × 28 cm  | Musée royal des beaux-arts d'Anvers      | Muséeconsulté le 21 décembre 2024           |
|       | Scène de genre | Homme lisant la bible                                                         | 1863 vers   | Huile sur bois                      | 21 × 16 cm  | Musées royaux des beaux-arts de Belgique | Muséeconsulté le 20 décembre 2024           |
|       | Scène de genre | L'Échoppe                                                                     | 1863 vers   | Huile sur toile                     | 90 × 72 cm  | Musées royaux des beaux-arts de Belgique | Muséeconsulté le 20 décembre 2024           |
|       | Architecture   | Intérieur de la chapelle du Saint-Sacrement à l'Église Saint-Jacques d'Anvers | 1864        | Huile sur toile                     | 85 × 100 cm | Musées royaux des beaux-arts de Belgique | Muséeconsulté le 20 décembre 2024           |
|       | Scène de genre | Le Joyeux vieux couple                                                        | 1864        | Huile sur panneau                   | 46 × 56 cm  | New-York Historical Society              | Muséeconsulté le 22 décembre 2024           |
|       | Paysage        | Le Potager de la cuisine flamande                                             | 1864        | Huile sur toile                     | 48 × 58 cm  | Victoria and Albert Museum               | Muséeconsulté le 21 décembre 2024           |
|       | Architecture   | Intérieur de l'Église Saint-Paul d'Anvers                                     | 1865-1869   | Huile sur toile                     | 84 × 116 cm | Musées royaux des beaux-arts de Belgique | Muséeconsulté le 21 décembre 2024           |
|       | Scène de genre | La Fileuse                                                                    | 1865-1870   | Huile sur toile                     | 65 × 54 cm  | Musée royal des beaux-arts d'Anvers      | Muséeconsulté le 20 décembre 2024           |
|       | Scène de genre | La Cuisine                                                                    | 1865-1870   | Huile sur bois                      | 17 × 18 cm  | Musée royal des beaux-arts d'Anvers      | Muséeconsulté le 20 décembre 2024           |
|       | Portrait       | Hélène De Braekeleer, soeur de l'artiste                                      | 1865-1870   | Huile sur bois                      | 41 × 33 cm  | Musée royal des beaux-arts d'Anvers      | Muséeconsulté le 21 décembre 2024           |
|       | Scène de genre | Intérieur                                                                     | 1865-1870   | Huile sur toile                     | 51 × 67 cm  | Musée royal des beaux-arts d'Anvers      | Muséeconsulté le 20 décembre 2024           |
|       | Paysage        | Ferme                                                                         | 1865-1875   | Huile sur toile                     | 30 × 45 cm  | Musée royal des beaux-arts d'Anvers      | Muséeconsulté le 21 décembre 2024           |
|       | Paysage        | La Chapelle de Grâce à Anvers                                                 | 1866        | Huile sur toile                     | 59 × 100 cm | Musée royal des beaux-arts d'Anvers      | Muséeconsulté le 21 décembre 2024           |
|       | Scène de genre | La Fileuse                                                                    | 1868        | Huile sur toile                     | 85 × 115 cm | Musées royaux des beaux-arts de Belgique | Muséeconsulté le 20 décembre 2024           |
|       | Architecture   | La Salle à manger dans l'hôtel de l'artiste Henri Leys                        | 1869        | Huile sur toile                     | 64 × 81 cm  | Musée royal des beaux-arts d'Anvers      | Muséeconsulté le 20 décembre 2024           |
|       | Scène de genre | La Pianiste                                                                   | 1871        | aquarelle sur papier                | 45 × 39 cm  | Musées royaux des beaux-arts de Belgique | Muséeconsulté le 20 décembre 2024           |
|       | Scène de genre | Le Géographe                                                                  | 1871        | huile sur bois                      | 61 × 80 cm  | Musées royaux des beaux-arts de Belgique | Muséeconsulté le 20 décembre 2024           |
|       | Architecture   | Intérieur d'église                                                            | 1871        | Huile sur toile                     | 43 × 59 cm  | Musée royal des beaux-arts d'Anvers      | Muséeconsulté le 21 décembre 2024           |
|       | Paysage        | Maison de campagne de Gustave Coûteaux                                        | 1871        | Huile sur toile                     | 61 × 83 cm  | Musée royal des beaux-arts d'Anvers      | Muséeconsulté le 21 décembre 2024           |
|       | Scène de genre | La Leçon de catéchisme                                                        | 1872        | Huile sur toile                     | 90 × 74 cm  | Musées royaux des beaux-arts de Belgique | Muséeconsulté le 20 décembre 2024           |
|       | Scène de genre | Anvers (La cathédrale)                                                        | 1872        | Huile sur toile                     | 68 × 89 cm  | Musée royal des beaux-arts d'Anvers      | Ouvrage                                     |
|       | Architecture   | Intérieur, rue du Serment à Anvers                                            | 1873        | Huile sur toile                     | 68 × 81 cm  | Musées royaux des beaux-arts de Belgique | Muséeconsulté le 20 décembre 2024           |
|       | Scène de genre | La Fête de la grand-mère                                                      | 1873        | Huile sur toile                     | 67 × 87 cm  | Musée royal des beaux-arts d'Anvers      | Muséeconsulté le 21 décembre 2024           |
|       | Scène de genre | L'Atelier                                                                     | 1873        | Huile sur bois                      | 75 × 114 cm | Musée des beaux-arts de Tournai          | Exposition 2020consulté le 21 décembre 2024 |
|       | Intérieur      | L'Atelier de Ferdinand de Braekeleer (l'atelier du peintre)                   | 1873-1885   | Huile sur bois                      | 28 × 39 cm  | Musée royal des beaux-arts d'Anvers      | Muséeconsulté le 21 décembre 2024           |
|       | Intérieur      | Le Carillon (Intérieur, rue des Serments à Anvers)                            | 1874        | Huile sur toile                     | 90 × 75 cm  | Anvers, Galerie Ronny Van de Velde       | Exposition 2020consulté le 21 décembre 2024 |
|       | Scène de genre | L'Homme à la fenêtre                                                          | 1874-1876   | Huile sur toile                     | 80 × 70 cm  | Musées royaux des beaux-arts de Belgique | Muséeconsulté le 20 décembre 2024           |
|       | Scène de genre | L'Homme à la fenêtre                                                          | 1874-1876   | Huile sur bois                      | 32 × 24 cm  | Musées royaux des beaux-arts de Belgique | Muséeconsulté le 20 décembre 2024           |
|       | Paysage        | Village sur l'Escaut                                                          | 1875 vers   | Huile sur bois                      | 32 × 40 cm  | Musées royaux des beaux-arts de Belgique | Muséeconsulté le 20 décembre 2024           |
|       | Paysage        | Vue de la ville d'Anvers                                                      | 1875        | Huile sur bois                      | 30 × 38 cm  | Musées royaux des beaux-arts de Belgique | Muséeconsulté le 20 décembre 2024           |
|       | Paysage        | La Récolte de pommes de terre                                                 | 1875        | Huile sur bois                      | 30 × 40 cm  | Musées royaux des beaux-arts de Belgique | Muséeconsulté le 21 décembre 2024           |
|       | Scène de genre | L'Homme à la chaise                                                           | 1876        | Huile sur toile                     | 79 × 63 cm  | Musée royal des beaux-arts d'Anvers      | Muséeconsulté le 20 décembre 2024           |
|       | Scène de genre | La Place Teniers à Anvers                                                     | 1876        | Huile sur toile                     | 81 × 64 cm  | Musée royal des beaux-arts d'Anvers      | Muséeconsulté le 20 décembre 2024           |
|       | Scène de genre | Le Cabaret "Dikke Mee" à Anvers                                               | 1877        | Huile sur papier marouflé sur toile | 27 × 34 cm  | Musées royaux des beaux-arts de Belgique | Muséeconsulté le 20 décembre 2024           |
|       | Intérieur      | L'Ancienne auberge "La Maison des pilotes" à Anvers                           | 1877        | Huile sur toile                     | 83 × 112 cm | Musée royal des beaux-arts d'Anvers      | Muséeconsulté le 20 décembre 2024           |
|       | Nature morte   | Nature morte à la cruche                                                      | 1881-1885   | Huile sur bois                      | 27 × 35 cm  | Musée royal des beaux-arts d'Anvers      | Muséeconsulté le 21 décembre 2024           |
|       | Nature morte   | Fraises et champagne                                                          | 1881-1885   | Huile sur toile                     | 40 × 60 cm  | Musée royal des beaux-arts d'Anvers      | Muséeconsulté le 21 décembre 2024           |
|       | Portrait       | Femme lisant                                                                  | 1881-1885   | Huile sur bois                      | 34 × 26 cm  | Musée royal des beaux-arts d'Anvers      | Muséeconsulté le 21 décembre 2024           |
|       | Scène de genre | Le Repas ou Femme vue de dos                                                  | 1881-1885   | Huile sur bois                      | 46 × 37 cm  | Musée royal des beaux-arts d'Anvers      | Muséeconsulté le 21 décembre 2024           |
|       | Nature morte   | Fleurs                                                                        | 1883-1887   | Huile sur toile                     | 36 × 30 cm  | Musées royaux des beaux-arts de Belgique | Muséeconsulté le 20 décembre 2024           |
|       | Architecture   | Intérieur de la Maison hydraulique à Anvers                                   | 1883 vers   | Huile sur toile                     | 72 × 91 cm  | Musées royaux des beaux-arts de Belgique | Muséeconsulté le 20 décembre 2024           |
|       | Scène de genre | L'Amateur de tableaux                                                         | 1884        | Huile sur toile                     | 63 × 79 cm  | Musée royal des beaux-arts d'Anvers      | Muséeconsulté le 20 décembre 2024           |
|       | Scène de genre | Intérieur de l'institution Terninck à Anvers                                  | 1884        | Huile sur bois                      | 65 × 81 cm  | Musée royal des beaux-arts d'Anvers      | Muséeconsulté le 20 décembre 2024           |

## Vers l'Impressionnisme
| Image | Thème          | Titre                                     | Date      | Technique       | Dimensions  | Lieu de Conservation                     | Référence                         |
| ----- | -------------- | ----------------------------------------- | --------- | --------------- | ----------- | ---------------------------------------- | --------------------------------- |
|       | Scène de genre | Le Dessert                                | 1885      | Huile sur toile | 67 × 92 cm  | Musée royal des beaux-arts d'Anvers      | Muséeconsulté le 21 décembre 2024 |
|       | Nature morte   | Accessoires de nature morte               | 1885      | Huile sur toile | 35 × 52 cm  | Musée royal des beaux-arts d'Anvers      | Muséeconsulté le 21 décembre 2024 |
|       | Paysage        | Le Moulin du Kiel                         | 1885-1888 | Huile sur bois  | 26 × 36 cm  | Musée royal des beaux-arts d'Anvers      | Muséeconsulté le 20 décembre 2024 |
|       | Architecture   | Salle dans la Maison hydraulique à Anvers | 1886 vers | Huile sur toile | 81 × 100 cm | Musées royaux des beaux-arts de Belgique | Muséeconsulté le 20 décembre 2024 |
|       | Nature morte   | Nèfles                                    | 1886 vers | Huile sur toile | 36 × 51 cm  | Musées royaux des beaux-arts de Belgique | Muséeconsulté le 20 décembre 2024 |
|       | Nature morte   | Roses blanches                            | 1886 vers | Huile sur toile | 32 × 46 cm  | Musées royaux des beaux-arts de Belgique | Muséeconsulté le 20 décembre 2024 |
|       | Portrait       | Femme du peuple                           | 1886-1887 | Huile sur bois  | 46 × 38 cm  | Musées royaux des beaux-arts de Belgique | Muséeconsulté le 20 décembre 2024 |
|       | Scène de genre | La Partie de cartes                       | 1887      | Huile sur toile | 52 × 70 cm  | Musées royaux des beaux-arts de Belgique | Muséeconsulté le 20 décembre 2024 |

## Dates non documentées
| Image | Thème          | Titre                    | Date | Technique         | Dimensions | Lieu de Conservation                     | Référence                             |
| ----- | -------------- | ------------------------ | ---- | ----------------- | ---------- | ---------------------------------------- | ------------------------------------- |
|       | Nature morte   | L'Habit rouge            |      | Huile sur toile   | 37 × 54 cm | Musées royaux des beaux-arts de Belgique | Muséeconsulté le 20 décembre 2024     |
|       | Paysage        | La Rade d'Anvers         |      | Huile sur bois    | 16 × 20 cm | Musées royaux des beaux-arts de Belgique | Muséeconsulté le 20 décembre 2024     |
|       | Nature morte   | Nature morte             |      | Huile sur bois    | 26 × 36 cm | Musées royaux des beaux-arts de Belgique | Muséeconsulté le 20 décembre 2024     |
|       | Nature morte   | Vieux bibelots           |      | Huile sur bois    | 38 × 56 cm | Musée d'Orsay, Paris                     | Muséeconsulté le 21 décembre 2024     |
|       | Scène de genre | La Jeune femme de ménage |      | Huile sur toile   | 29 × 29 cm | Abbaye de Tongerlo, Westerlo]            | Balatconsulté le 22 décembre 2024     |
|       | Scène de genre | Un Marché de nuit        |      | Huile sur panneau | 45 × 33 cm | Collection privée, Vente 2021            | Dorotheumconsulté le 22 décembre 2024 |

## [réf.nécessaire]
- Musées royaux des beaux-arts de Belgique, Bruxelles : Atlas, 1872
- Musée royal des beaux-arts d'Anvers : Jardin d'horticulteur (1864) ; L'Auberge « Het Loodshuis » à Anvers, 1877.
- Autres collections : La Petite fille aux allumettes, 1860 ; Le Cordonnier, 1861.